# Streetman, Texas
Streetman là một thị trấn thuộc quận Freestone, tiểu bang Texas, Hoa Kỳ. Năm 2010, dân số của thị trấn này là 247 người.

## Dân số
- Dân số năm 2000: 203 người.
- Dân số năm 2010: 247 người.